# Nazionale maschile di calcio a 5 della Russia
La nazionale maschile di calcio a 5 della Russia è, in senso generale, una qualsiasi delle selezioni nazionali di Calcio a 5 della Federazione calcistica della Russia che rappresentano la Russia nelle varie competizioni ufficiali o amichevoli riservate a squadre nazionali maschile. Sia la FIFA che l'UEFA considerano la nazionale russa come unica erede dell'Unione Sovietica.
Tra le nazionali più forti d'Europa (solamente in due edizioni ha fallito la qualificazione alle semifinali, aggiudicandosi inoltre il torneo del 2001), la Russia ha vinto la medaglia d'argento della Coppa del Mondo 2016. 

## Storia
Fino all'edizione del 2001, la Russia era stata – insieme a Italia e Spagna – l'unica selezione a raggiungere sempre la semifinale del campionato europeo, sebbene nel 1996 avesse partecipato come Comunità di Stati Indipendenti. L'eliminazione al primo turno durante l'europeo del 2003 è coincisa con il punto più basso del rendimento della nazionale russa, che non più tardi di due anni dopo è tornata a giocare la finale a Ostrava contro i favoriti spagnoli campioni del mondo, soccombendo di misura per 2-1. Ad inizio 2007 la Russia ha ottenuto una agevole qualificazione ai campionati europei di novembre 2007 in Portogallo, dove la selezione dell'est ha affrontato vittoriosamente Ucraina e Serbia prima di soccombere alla Spagna. Qualificata alle semifinali, la Russia è stata sconfitta dall'Italia per 2-0, vincendo poi la finalina che ha valso la medaglia di bronzo. In questa edizione, per la prima volta, la selezione russa ha convocato due giocatori naturalizzati: il pivot Cirilo e il laterale Pelé Junior. Cirilo è risultato anche cannoniere della manifestazione, seppur in coabitazione con il serbo Predrag Rajić e lo spagnolo Daniel.

## Palmarès

### Coppa del Mondo
- Il miglior traguardo raggiunto dalla selezione russa è il secondo posto conquistato nel 2016, quando fu sconfitta in finale per 4-5 dall'Argentina. Nel 1996, 2000 e 2008 la Russia ha raggiunto le semifinali; la finalina per il terzo posto è stata vinta solamente nel 1996 contro l'Ucraina (3-2).

### Campionato europeo
- L'unica affermazione della selezione russa nel Campionato europeo risale all'edizione 1999 quando nella finale superò, dopo i calci di rigore, la Spagna. Nelle edizioni finora disputate la Russia ha disputato sei finali, perdendone quattro contro la Spagna e una contro l'Italia.

## Risultati nelle competizioni internazionali

### Coppa del Mondo
| Anno   | Luogo         | Piazzamento      | G  | V  | N | P  | GF  | GS  |
| ------ | ------------- | ---------------- | -- | -- | - | -- | --- | --- |
| 1989   | Paesi Bassi   | Non presente     | -  | -  | - | -  | -   | -   |
| 1992   | Hong Kong     | 1º turno         | 3  | 1  | 1 | 1  | 20  | 16  |
| 1996   | Spagna        | 3º posto         | 8  | 4  | 2 | 2  | 22  | 17  |
| 2000   | Guatemala     | 4º posto         | 8  | 4  | 0 | 4  | 37  | 24  |
| 2004   | Taipei cinese | Non qualificata  | -  | -  | - | -  | -   | -   |
| 2008   | Brasile       | 4º posto         | 9  | 4  | 1 | 4  | 62  | 31  |
| 2012   | Thailandia    | Quarti di finale | 5  | 4  | 0 | 1  | 32  | 3   |
| 2016   | Colombia      | 2º posto         | 7  | 6  | 0 | 1  | 40  | 16  |
| 2021   | Lituania      | Quarti di finale | 5  | 4  | 1 | 0  | 21  | 6   |
| Totale |               | 7/9              | 45 | 27 | 5 | 13 | 234 | 113 |

### Campionato europeo
| Anno   | Luogo      | Piazzamento      | Pd | V  | N | P  | GF  | GS  |
| ------ | ---------- | ---------------- | -- | -- | - | -- | --- | --- |
| 1996   | Spagna     | 2º posto         | 4  | 3  | 0 | 1  | 17  | 10  |
| 1999   | Spagna     | Campione         | 5  | 4  | 1 | 0  | 23  | 14  |
| 2001   | Russia     | 3º posto         | 5  | 3  | 0 | 2  | 14  | 9   |
| 2003   | Italia     | 1º turno         | 3  | 1  | 0 | 2  | 5   | 6   |
| 2005   | Rep. Ceca  | 2º posto         | 5  | 3  | 0 | 2  | 15  | 10  |
| 2007   | Portogallo | 3º posto         | 5  | 3  | 0 | 2  | 13  | 12  |
| 2010   | Ungheria   | Quarti di finale | 3  | 1  | 1 | 1  | 8   | 5   |
| 2012   | Croazia    | 2º posto         | 5  | 3  | 1 | 1  | 14  | 8   |
| 2014   | Belgio     | 2º posto         | 5  | 3  | 1 | 1  | 22  | 11  |
| 2016   | Serbia     | 2º posto         | 5  | 3  | 1 | 1  | 16  | 14  |
| 2018   | Slovenia   | 3º posto         | 5  | 2  | 2 | 1  | 7   | 5   |
| Totale |            | 11/11            | 50 | 29 | 7 | 14 | 153 | 104 |

## Tutte le rose

### Mondiali
Coppa del Mondo di calcio a 5 FIFA 19921 Oleg Kalašnikov, 2 Konstantin Erëmenko, 3 Boris Čuchlov, 4 Aleksej Stepanov, 5 Jurij Maslakov, 6 Oleg Eprincev, 7 Oleh Solodovnik, 8 Igor' Semënov, 9 Nail' Zakerov, 10 Fail' Mirgalimov, 11 Sergej Koščug, 12 Oleg Denisov, CT: Semёn Andreev
Coppa del Mondo di calcio a 5 FIFA 19961 Il'ja Samochin, 2 Konstantin Erëmenko, 3 Aleksej Uskov, 4 Aleksandr Verižnikov, 5 Temur Alekberov, 6 Dmitrij Čugunov, 7 Vadim Jašin, 8 Dmitrij Gorin, 9 Aleksej Kiselëv, 10 Arkadij Belyj, 11 Michail Koščeev, 12 Aleksej Evteev, CT: Semën Andreev
Coppa del Mondo di calcio a 5 FIFA 20001 Oleg Denisov, 2 Konstantin Erëmenko, 3 Denis Agafonov, 4 Aleksandr Verižnikov, 5 Temur Alekberov, 6 Sergej Malyšev, 7 Michail Markin, 8 Vladislav Ščučko, 9 Boris Kupeckov, 10 Arkadij Belyj, 11 Dmitrij Čugunov, 12 Il'ja Samochin, 13 Gennadij Ionov, 14 Andrej Tkačuk, CT: Michail Bondarev
Coppa del Mondo di calcio a 5 FIFA 20081 Pavel Stepanov, 2 Vladislav Šajachmetov, 3 Nikolaj Pereverzev, 4 Dmitrij Prudnikov, 5 Pavel Kobzar', 6 Leonid Klimovskij, 7 Pula, 8 Marat Azizov, 9 Konstantin Duškevič, 10 Konstantin Maevskij, 11 Cirilo, 12 Sergej Zuev, 13 Konstantin Agapov, 14 Damir Chamadiev, CT: Oleg Ivanov
Coppa del Mondo di calcio a 5 FIFA 20121 Leonid Klimovskij, 2 Vladislav Šajachmetov, 3 Nikolaj Pereverzev, 4 Dmitrij Prudnikov, 5 Sergej Sergeev, 6 Pavel Sučilin, 7 Pula, 8 Éder Lima, 9 Pavel Čistopolov, 10 Robinho, 11 Cirilo, 12 Gustavo, 13 Aleksandr Fukin, 14 Nikolaj Mal'cev, CT: Sergej Skorovič
Coppa del Mondo di calcio a 5 FIFA 20161 Georgij Zamtaradze, 2 Vladislav Šajachmetov, 3 Sergej Vikulov, 4 Dmitrij Lyskov, 5 Rômulo, 6 Ivan Čiškala, 7 Ivan Milovanov, 8 Éder Lima, 9 Sergej Abramov, 10 Robinho, 11 Artëm Nijazov, 12 Gustavo, 13 Sergej Abramovič, 14 Daniil Davydov, CT: Sergej Skorovič
Coppa del Mondo di calcio a 5 FIFA 20211 Georgij Zamtaradze, 2 Al'bert Cajder, 3 Rômulo, 4 Artëm Antoškin, 5 Ruslan Kudziev, 6 Janar Asadov, 7 Ivan Milovanov, 8 Éder Lima, 9 Sergej Abramov, 10 Robinho, 11 Artëm Nijazov, 12 Ivan Čiškala, 13 Sergej Abramovič, 14 Daniil Davydov, 15 Andrej Afanas'ev, 16 Dmitrij Putilov, CT: Sergej Skorovič

### Europei
Campionato europeo di calcio a 5 19961 Oleg Denisov, 2 Konstantin Erëmenko, 3 Valeri Lennikov, 4 Aleksandr Verižnikov, 5 Temur Alekberov, 6 Nail' Zakerov, 7 Vadim Jašin, 8 Dmitrij Gorin, 9 Aleksej Kiselëv, 10 Arkadij Belyj, 11 Dmitri Eremine, 12 Il'ja Samochin, CT: Semen Andreev
Campionato europeo di calcio a 5 19991 Oleg Denisov, 2 Konstantin Erëmenko, 3 Denis Agafonov, 4 Aleksandr Verižnikov, 5 Temur Alekberov, 6 Marat Abjanov, 7 Michail Markin, 8 Dmitrij Gorin, 9 Vadim Jašin, 10 Arkadij Belyj, 11 Dmitrij Čugunov, 12 Il'ja Samochin, 13 Vladimir Grigor'ev, 14 Andrej Tkačuk, CT: Michail Bondarev
Campionato europeo di calcio a 5 20011 Oleg Denisov, 2 Konstantin Erëmenko, 3 Denis Agafonov, 4 Aleksandr Verižnikov, 5 Temur Alekberov, 6 Sergej Malyšev, 7 Michail Markin, 8 Vladislav Ščučko, 9 Sergej Ivanov, 10 Arkadij Belyj, 11 Andrei Soloviev, 12 Il'ja Samochin, 13 Boris Kupeckov, 14 Andrej Tkačuk, CT: Michail Bondarev
Campionato europeo di calcio a 5 20031 Sergej Zuev, 2 Damir Chamadiev, 3 Vjačeslav Moskalenko, 4 Vladislav Šajachmetov, 5 Vladimir Grigor'ev, 6 Sergej Malyšev, 7 Denis Abyšev, 8 Dmitrij Gorin, 9 Sergej Ivanov, 10 Gennadij Ionov, 11 Igor Nikolaev, 12 Gennadij Garagulja, 13 Vladimir Stroganov, 14 Boris Kupeckov, CT: Evgenij Lovčev
Campionato europeo di calcio a 5 20051 Pavel Stepanov, 2 Vladislav Šajachmetov, 3 Aleksandr Fukin, 4 Michail Markin, 5 Konstantin Maevskij, 6 Sergej Malyšev, 7 Damir Chamadiev, 8 Konstantin Duškevič, 9 Sergej Ivanov, 10 Denis Abyšev, 11 Maksim Gorbunov, 12 Sergej Zuev, 13 Aleksandr Levin, 14 Jurij Korol', CT: Oleg Ivanov
Campionato europeo di calcio a 5 20071 Pavel Stepanov, 2 Vladislav Šajachmetov, 3 Aleksandr Fukin, 4 Marat Azizov, 5 Pavel Kobzar', 7 Sergej Sergeev, 8 Pelé Junior, 9 Konstantin Duškevič, 10 Konstantin Maevskij, 11 Cirilo, 12 Sergej Zuev, 13 Pavel Čistopolov, 14 Damir Chamadiev, 15 Sergej Malyšev, CT: Oleg Ivanov
Campionato europeo di calcio a 5 20101 Gennadij Garagulja, 2 Vladislav Šajachmetov, 3 Aleksandr Fukin, 5 Konstantin Agapov, 7 Pula, 8 Konstantin Timoščenkov, 9 Denis Abyšev, 10 Konstantin Maevskij, 11 Cirilo, 12 Sergej Zuev, 13 Sergej Sergeev, 14 Damir Chamadiev, 15 Pavel Čistopolov, CT: Sergej Skorovič
Campionato europeo di calcio a 5 20121 Sergej Zuev, 2 Anatolij Badretdinov, 3 Nikolaj Pereverzev, 4 Dmitrij Prudnikov, 5 Sergej Sergeev, 7 Pula, 8 Nikolaj Mal'cev, 9 Sergej Abramov, 10 Konstantin Maevskij, 11 Cirilo, 12 Gustavo, 13 Aleksandr Fukin, 14 Ivan Milovanov, 15 Il'dar Nugumanov, CT: Sergej Skorovič
Campionato europeo di calcio a 5 20141 Ivan Poddubny, 2 Vladislav Šajachmetov, 3 Nikolaj Pereverzev, 4 Dmitrij Lyskov, 5 Sergej Sergeev, 6 Danil Kutuzov, 7 Pula, 8 Éder Lima, 9 Sergej Abramov, 10 Robinho, 11 Cirilo, 12 Gustavo, 13 Aleksandr Fukin, 14 Ivan Milovanov, CT: Sergej Skorovič
Campionato europeo di calcio a 5 20161 Sergej Vikulov, 2 Vladislav Šajachmetov, 3 Nikolaj Pereverzev, 4 Dmitrij Lyskov, 5 Sergej Sergeev, 7 Danil Kutuzov, 8 Éder Lima, 9 Sergej Abramov, 10 Robinho, 12 Gustavo, 14 Ivan Milovanov, 15 Rômulo, 17 Renat Šakirov, 18 Daniil Davydov, CT: Sergej Skorovič
Campionato europeo di calcio a 5 20181 Georgij Zamtaradze, 4 Dmitrij Lyskov, 5 Rômulo, 7 Ivan Milovanov, 8 Éder Lima, 9 Sergej Abramov, 10 Robinho, 11 Artëm Nijazov, 12 Dmitrij Putilov, 13 Sergej Abramovič, 14 Daniil Davydov, 18 Andrej Afanas'ev, 19 Ivan Čiškala, 20 Esquerdinha, CT: Sergej Skorovič
Campionato europeo di calcio a 5 20221 Georgij Zamtaradze, 4 Artëm Antoškin, 7 Ivan Milovanov, 8 (Éder Lima), 9 Sergej Abramov, 10 Robinho, 11 Artëm Nijazov, 12 Ivan Čiškala, 13 Sergej Abramovič, 14 Daniil Davydov, 16 Dmitrij Putilov, 17 Anton Sokolov, 18 Andrej Afanas'ev, 19 Paulinho, 20 Nando, CT: Sergej Skorovič

## Rosa
Aggiornata alle convocazioni per la Coppa del Mondo 2021

Allenatore:  Sergej Skorovič
| N. | Pos. | Giocatore          | Data di nascita/Età         | Squadra           |
| -- | ---- | ------------------ | --------------------------- | ----------------- |
| 1  | POR  | Georgij Zamtaradze | 12 febbraio 1987 (34 anni)  | KPRF Mosca        |
| 2  | POR  | Al'bert Cajder     | 19 agosto 1996 (25 anni)    | KPRF Mosca        |
| 3  | DIF  | Rômulo Alves Nobre | 28 settembre 1986 (34 anni) | KPRF Mosca        |
| 4  | PIV  | Artëm Antoškin     | 17 dicembre 1993 (27 anni)  | Tjumen'           |
| 5  | PIV  | Ruslan Kudziev     | 12 dicembre 1995 (25 anni)  | Noril'skij Nikel' |
| 6  | PIV  | Janar Asadov       | 11 ottobre 1995 (25 anni)   | KPRF Mosca        |
| 7  | DIF  | Ivan Milovanov     | 8 febbraio 1989 (32 anni)   | Tjumen'           |
| 8  | PIV  | Éder Lima          | 29 giugno 1984 (37 anni)    | Corinthians       |
| 9  | PIV  | Sergej Abramov     | 9 settembre 1990 (31 anni)  | Sinara            |
| 10 | LAT  | Robinho            | 28 gennaio 1983 (38 anni)   | Benfica           |
| 11 | UNI  | Artëm Nijazov      | 30 luglio 1996 (25 anni)    | KPRF Mosca        |
| 12 | LAT  | Ivan Čiškala       | 11 luglio 1995 (26 anni)    | Benfica           |
| 13 | PIV  | Sergej Abramovič   | 15 gennaio 1990 (31 anni)   | Tjumen'           |
| 14 | DIF  | Daniil Davydov     | 23 gennaio 1989 (32 anni)   | Gazprom Jugra     |
| 15 | PIV  | Andrej Afanas'ev   | 23 maggio 1986 (35 anni)    | Gazprom Jugra     |
| 16 | POR  | Dmitrij Putilov    | 5 dicembre 1994 (26 anni)   | Sinara            |